# Mariestadspartiet
Mariestadspartiet (MaP) är ett lokalt politiskt parti i Mariestads kommun. 
Partiet bildades 2002. I valet till kommunfullmäktige 2002 fick Mariestadspartiet 20,88% av rösterna och 10 mandat. Partiet blev det näst största partiet i kommunalvalet och ingick i den borgerliga allians som 2002–2006 styrde kommunen. I kommunfullmäktigevalet 2006 fick partiet 5,84% av rösterna och 3 mandat. Efter valet 2006 styrdes Mariestad av en koalition bestående av Vänsterpartiet, Socialdemokraterna, Miljöpartiet och Centerpartiet. Mariestadspartiet samarbetade med Moderaterna, Folkpartiet och Kristdemokraterna i oppositionen. 
Vid valet 2010 fick partiet 4 mandat. Partiet samarbetade efter valet 2010 med de rögdgröna partierna men bytte 2012 till ett samarbete med allianspartierna. I valet 2014 fick partiet 2 mandat i kommunfullmäktige, ett tapp på 2 mandat.
I valet 2018 fick partiet 2 mandat, cirka 4,6% av rösterna.